# Angela Sarafyan

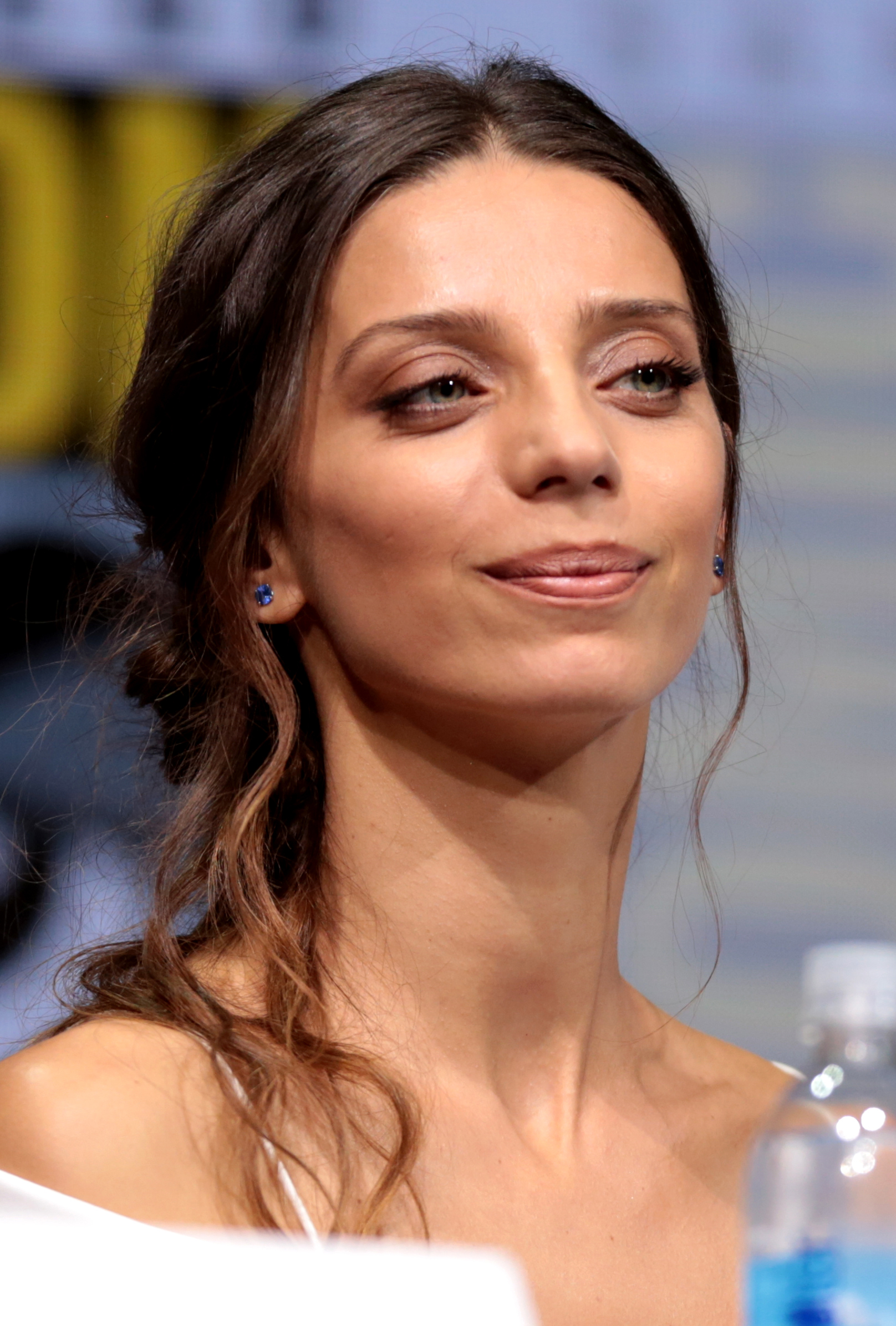
Angela Sarafyan auf der Comic-Con in San Diego 2017

Angela Sarafyan (armenisch Անժելա Սարաֆյան) (* 30. Juni 1983 in Jerewan, Armenische SSR, UdSSR) ist eine armenisch-amerikanische Schauspielerin.

## Leben und Karriere
Sarafyan wurde in Jerewan, Armenische SSR, Sowjetunion, geboren und zog mit ihren Eltern im Alter von vier Jahren in die USA.
Sarafyan spielte die Rolle der Stormy in Sex Ed und trat in zahlreichen Gastrollen im Fernsehen auf, wie etwa in Für alle Fälle Amy, Buffy – Im Bann der Dämonen, The Shield – Gesetz der Gewalt, Cold Case – Kein Opfer ist je vergessen, South of Nowhere, Criminal Minds, CSI: NY, Nikita, Blue Bloods – Crime Scene New York und The Mentalist. 2006 verkörperte sie in der Anti-Terror-Serie 24 die Rolle eines Opfers von Frauenhandel. 2008 hatte sie immer wieder Rollen in In Plain Sight – In der Schusslinie. 2010 trat Sarafyan dem Ensemble von The Good Guys bei und spielte die Rolle der Samantha Evans.
Sarafyan spielte in folgenden Filmen mit: On the Doll, Kabluey, Informers , A Beautiful Life, Breaking Dawn – Biss zum Ende der Nacht, Teil 2, A Good Old Fashioned Orgy und Lost & Found in Armenia. 2025 spielt sie die leibliche Mutter Lara Lor-Van von Kar-El im James-Gunn-Film Superman.

## Filmografie (Auswahl)

### Filme
- 2002: Paranormal Girl (Fernsehfilm)
- 2004: The Last Run
- 2007: Kabluey
- 2007: On the Doll
- 2008: Informers (The Informers)
- 2008: A Beautiful Life
- 2009: Repo Chick
- 2009: Half Truth
- 2009: Love Hurts
- 2011: American Animal
- 2011: A Good Old Fashioned Orgy
- 2012: Breaking Dawn – Biss zum Ende der Nacht, Teil 2 (The Twilight Saga: Breaking Dawn – Part 2)
- 2012: Lost & Found in Armenia
- 2013: The Immigrant
- 2013: Paranoia – Riskantes Spiel (Paranoia)
- 2013: Noise Matters
- 2013: Vampire Riderz
- 2014: Never
- 2015: 1915
- 2015: Me Him Her
- 2015: Me You and Five Bucks
- 2017: The Promise
- 2018: Pin-Up (Kurzfilm)
- 2018: Angel – I Will Find You (We Are Boats)
- 2019: Extremely Wicked, Shockingly Evil and Vile
- 2021: Caged
- 2021: Reminiscence – Die Erinnerung stirbt nie (Reminiscence)
- 2021: King Knight
- 2021: Where Are You
- 2021: A House on the Bayou
- 2022: Run & Gun (The Ray)
- 2023: Hail Mary
- 2023: Pet Shop Days
- 2024: Little Death
- 2025: Superman

### Fernsehserien
- 2000: Für alle Fälle Amy (Judging Amy, Folge 1x15)
- 2002: Buffy – Im Bann der Dämonen (Buffy the Vampire Slayer, Folge 7x06: Him)
- 2004: The Shield – Gesetz der Gewalt (The Shield, Folge 3x14)
- 2004: The Division
- 2005: Wanted (Folge 1x06)
- 2006: South of Nowhere (Folge 1x09: Say It Ain’t So, Spencer)
- 2006: 24 (Folge 5x07)
- 2006: CSI: NY (Folge 3x06)
- 2007: Cold Case – Kein Opfer ist je vergessen (Cold Case, Folge 4x21)
- 2008: In Plain Sight – In der Schusslinie (In Plain Sight, 2 Folgen)
- 2008: The Mentalist (Folge 1x04)
- 2009: Sex Ed
- 2009: Eastwick (Folge 1x07)
- 2009: Hot Sluts (Fernsehserie, 5 Folgen)
- 2010: The Good Guys (7 Folgen)
- 2010: Childrens Hospital (Folge 2x04)
- 2011: Nikita (Folge 2x09)
- 2011: Criminal Minds (Folge 6x24)
- 2012: Law & Order: Special Victims Unit (Folge 14x04)
- 2012: Let’s Big Happy (2 Folgen)
- 2014: Blue Bloods – Crime Scene New York (Blue Bloods, Folge 4x20)
- 2015: American Horror Story (2 Folgen)
- 2016–2022: Westworld (21 Folgen)
- 2019: Into the Dark (Folge 2x03)

### Spiele
- 2019: Telling Lies